# Обсерватория Карлсруэ
Обсерватория Карлсруэ - общественная астрономическая обсерватория, созданная в 1959 году на базе гимназии им. Макса Планка в городе Карлсруэ, Баден-Вюртемберг, Германия. С 1979 года управляется Астрономической ассоциацией Карлсруэ.

## Астрономы, связанные с обсерваторией
- de:Karl Wilhelm Valentiner - инициатор создания обсерватории в 1880 году в Карлсруэ, работал так же в обсерватории de:Mannheimer Sternwarte
- Dr. Wolfgang Malsch (1900-1986) - с 1947 по 1986 года проводил наблюдения в своей частной обсерватории на крыше дома, которая и была внесена в список Центра малых планет под номером «21». Наблюдал он солнечные пятна, астероиды и кометы. Координаты этой обсерватории: 8° 23' 04,9", 49° 01' 24,1" (WGS84).[1]

## История обсерватории
В 1880 году план Karl Wilhelm Valentiner о переносе из засвеченного места обсерватории Mannheimer в новую обсерваторию Карлсруэ был одобрен Фридрихом I . С 1880 по 1896 года в Карлсруэ временно располагалась обсерватория переехавшая из Mannheimer, а в дальнейшем переехала на гору Хайдельберг и стала обсерваторией Хайдельберг-Кёнигштуль. Обсерватория в Карлсруэ так и не  была построена. Учитель Hildebrandt в 1957 году активно выступал за создание обсерватории при гимназии им. Макса Планка. Именно благодаря его усилиям и появилась данная обсерватория. 11 мая 1959 года обсерватория была создана на базе гимназии им. Макса Планка. С того времени обсерватория является общественной. В 1979 году на базе обсерватории была создана «Астрономическая ассоциация Карлсруэ».

## Инструменты обсерватории
- Исторический рефрактор (D = 150 мм, F = 2800 мм) (создан в 1860 году, передан в 1957 году из обсерватории Хайдельберг-Кёнигштуль, т.к. с 1924 года он стоял без работы)
- Шмидт-Кассегрен (D = 280 мм, F = 2800 мм) (1986 год)

## Направления исследований
- Служба времени - точное время

## Адрес обсерватории
- Обсерватория с 1880 по 1896 года: 49°00′24″ с. ш. 8°24′00″ в. д.HGЯO - в «Королевском саду» (Prince's Garden (сейчас называется «Nymph Garden behind the Museum of Nature» или «Nymphengarten, hinter dem Naturkundemuseum») - основной инструмент 15-см рефрактор
- Обсерватория с 1946 по 1987 года: 49°01′24″ с. ш. 8°23′04″ в. д.HGЯO, Alt = 128м - частная обсерватория по адресу Gebäude Erzbergerstr, 111.
- Обсерватория с 1959 года: 48°58′35″ с. ш. 8°24′51″ в. д.HGЯO - см. de:Max-Planck-Gymnasium (Karlsruhe) - основной инструмент 15-см рефрактор (тот же что и в 1880 - 1896 годах)